# Вилаят Хорасан
Вилая́т Хораса́н (араб. ولاية خراسان‎) — транснациональная салафитская джихадистская террористическая группировка, филиал Исламского государства в Афганистане. ИГ-Х стремится свергнуть существующие правительства исторического региона Хорасан, чтобы создать исламский халифат под его строгим, фундаменталистским исламским правлением. Группировка создана в 2015 году в ходе вербовки среди афганцев, пакистанцев, перебежчиков из «Талибана», «аль-Каиды» и «Исламского движения Узбекистана».

## Предшествующие события
В сентябре 2014 года ИГ послало представителей в Пакистан после нескольких месяцев обсуждений, чтобы встретиться с местными боевиками, включая нескольких боевиков из Техрик-е Талибан Пакистан (ТТП). В то же время листовки, флаги и пропагандистские материалы с поддержкой ИГ начали распространяться в некоторых частях Пакистана, включая брошюры, написанные на языках пушту и дари, с обращениями ко всем мусульманам с просьбами дать клятву в верности аль-Багдади. Как полагается, листовки были произведены за границей, в Афганистане. В октябре 2014 года бывший командующий Талибана Абдул Рауф Хадим посетил Ирак, позже возвратившись в Афганистан, где он принял на работу его последователей в провинции Гильменд и провинции Фарах. В том же самом месяце, 6 командующих ТТП: Хафиз Хан Саид, официальный представитель Шахидалла Шахид и командующие ТТП в Курраме и Хайбере в племенных областях Пешавар и Хангу, публично дезертировали от ТТП и поклялись в преданности Абу Бакру аль-Багдади.
10 января 2015 года эти шесть человек появились в видео, где они снова поклялись в преданности аль-Багдади и назначили Хафиза Саида Хана лидером их группы. К ним присоединились другие командующие среднего уровня, включая представителей провинции Логар Афганистана и провинции Кунар, а также провинции Лакки-Марват в Пакистане. Шахидалла Шахид утверждал, что другие джихадисты из обеих стран поддержали торжественную клятву верности, но не имели возможности посетить встречу.

## История
26 января 2015 года официальный представитель ИГ Абу Мухаммад аль-Аднани опубликовал аудио-заявление, в котором он принял более раннюю торжественную клятву в верности и объявил о расширении халифата с созданием Вилаята Хорасан (провинция Хорасан), историческое слияние области части современного Афганистана и Пакистана. Хафиз Хан Саид был назначен его местным руководителем, или Вали (губернатором). Абдул Рауф был назначен заместителем Хана, однако он был убит американской атакой дронами в Афганистане несколько недель спустя.
ИГ начало активно принимать в свои ряды перебежчиков из Талибана, особенно много примкнуло тех боевиков, которых рассердили их лидеры или не нравилось отсутствие успеха на поле боя. Это побудило лидера Талибана Ахтара Мансура написать письмо, адресованное Абу Бакру аль-Багдади, с просьбой остановить вербовку в Афганистане, утверждая, что война в Афганистане должна находиться под руководством Талибана. Тем не менее между двумя группировками вспыхнули ожесточённые бои в провинции Нангархар, и уже к июню 2015 года ИГ расширилось в Афганистане. После успешного изгнания Талибана из нескольких районов Нангархара после нескольких месяцев столкновений, группировка начала осуществлять в области их первые нападения на афганские правительственные силы. Провинция Хорасан также развила своё присутствие в других областях, включая Гильменд и Фарах.
Группировка значительно расширилась в августе 2015 года, когда афганская группа повстанцев, Исламское движение Узбекистана (ИДУ) поклялись в верности ИГ и объявили, что они теперь стали членами Вилаята Хорасан. Вслед за этой присягой, в провинции Забуль вспыхнули бои между ИДУ и Талибаном. Талибан начал военную операцию против ИДУ, и уже к концу года, с огромными потерями, ИГ было разгромлено в этой провинции. Также, за этот же период, Талибан выбил боевиков ИГ из провинции Фарах.
Группировка и в дальнейшем понесла крупные потери в 2016 году, лишившись контроля над большей частью изначально приобретённых территорий в провинции Нангархар. После военной операции, проведённой Силами безопасности Афганистана, боевики были выбиты из части районов Ачин и Шинвар, в то же время столкновения с Талибаном привели к потере района Бати Кот. В том же году ВВС США начали проводить множество авиаударов по целям ИГ. В апреле 2016 года Талибан сообщил, что много высших и средних по рангу лидеров Вилаята Хорасан в провинции Нангархар дезертировали и принесли присягу лидеру Талибана Ахтару Мансуру. Среди перебежчиков были члены Центрального Совета группировки, члены судебного совета и Совета Заключённых, а также нескольких полевых командиров и подчинённых им боевиков.
В мае 2017 года во время проведения совместной специальной операции США и афганских сил безопасности лидер ИГ в Афганистане Абдул Хасиб Логари был убит.

## Военные операции против Вилаята Хорасан

### Авиаудар MOAB в Афганистане
13 апреля 2017 года GBU43/B MOAB, сильнейшая неядерная бомба в мире, была сброшена на комплекс подземных тоннелей в районе Ачин в провинции Нангархар. Это стало первым применением бомбы в боевых действиях. Министерство обороны Афганистана сообщило о более чем 36 убитых боевиках, разрушенном тоннельном комплексе и уничтоженных складах оружия. Было заявлено, что потерь среди гражданских нет.

## Террористические акты и нападения, за которые Вилаят Хорасан взял на себя ответственность
| Список          | Список                                             | Список                 | Список | Список                        | Список     |
| Дата            | Инцидент                                           | Место                  | Описание | Убито                         | Ранено     |
| --------------- | -------------------------------------------------- | ---------------------- | --- | ----------------------------- | ---------- |
| 18 апреля 2015  | Атака смертника в Джелалабаде                      | Джелалабад, Афганистан | Террорист-смертник подорвал себя снаружи банка, убив множество людей. Первый крупный теракт, совершённый ИГ в Афганистане. | 33                            | 100        |
| 13 мая 2015     | Обстрел автобуса в Карачи                          | Карачи, Пакистан       | Группа из 8 боевиков напала на автобус в Карачи. ИГ взяло ответственность, но их причастность оспаривается. | 45+                           | Десятки    |
| 13 января 2016  |                                                    | Джелалабад, Афганистан | Трое террористов, относящихся к ИГ, совершили нападение на консульство Пакистана в Афганистане. В результате нападения погибли семь сотрудников афганских сил безопасности.                                                                                                  | 7                             | 0          |
| 20 июня 2016    | Нападение на охранников посольства Канады в Кабуле | Кабул, Афганистан      | Террорист-смертник атаковал колонну охранников посольства Канады. Ответственность взяли на себя и ИГ, и Талибан. | 15+ или 16 (+1)               | 9          |
| 23 июля 2016    | Взрывы в Кабуле                                    | Кабул, Афганистан      | Два террориста-смертника взорвали себя в толпе во время акции протеста этнического меньшинства хазарейцев, что стало самым крупным по смертности нападением в Кабуле с 2001 года.                                                                                            | 80+                           | 230        |
| 8 августа 2016  | Теракт в Кветте (2016)                             | Кветта, Пакистан       | Несколько боевиков (среди них и террористы-смертники) напали со стрельбой на государственную больницу, где собрались адвокаты. (Ответственность на себя так же взяли Джамаат-уль-Ахрар).                                                                                     | 94                            | 130+       |
| 24 октября 2016 |                                                    | Чарсадда, Пакистан     | Был застрелен офицер разведки. Позже об атаке заявило ИГ в заявлении, опубликованном на сайте Amaq. | 1                             | 0          |
| 24 октября 2016 |                                                    | Кветта, Пакистан       | Трое вооружённых лиц устроили массовую стрельбу по курсантам полицейского колледжа Кветты, пока те спали. Один злоумышленник погиб во время операции, двое других взорвали себя, в результате чего погиб 61 курсант. (Также ответственность на себя взяли Лашкар-и-Джангви). | 61                            | 160+       |
| 26 октября 2016 |                                                    | Гор, Афганистан        | Боевики убили не менее 30 мирных жителей после их похищения в афганской провинции Гор. | 30                            | 0          |
| 26 октября 2016 |                                                    | Джелалабад, Афганистан | Террорист-смертник подорвал несколько старейшин афганских племён. | 4-15                          | 25         |
| 4 ноября 2016   |                                                    | Гор, Афганистан        | Боевики ИГ казнили 31 мирного жителя в провинции Гор. | 31                            | 0          |
| 5 ноября 2016   |                                                    | Гор, Афганистан        | Боевики ИГ похитили не менее 6 мирных жителей в провинции Гор. | 0                             | 6 похищены |
| 12 ноября 2016  | Взрывы в Хуздаре                                   | Хуздар, Пакистан       | По меньшей мере 55 человек, включая женщин и детей, погибли в результате взрыва террориста-смертника в переполненной мечети «Шах Нурани» в городе Хаб, район Ласбела, Белуджистан, Пакистан.                                                                                 | 55 (+1)                       | 102+       |
| 16 ноября 2016  |                                                    | Кабул, Афганистан      | Террорист-смертник взорвал себя в колонне военнослужащих афганских национальных сил безопасности возле министерства обороны. | 6 (+1)                        | 15         |
| 21 ноября 2016  |                                                    | Кабул, Афганистан      | Подрыв террориста-смертника в кабульской шиитской мечети «Бакир-аль-Олум». | 30 (+1)                       | 15         |
| 25 ноября 2016  |                                                    | Джелалабад, Афганистан | Террористы взорвали несколько бомб в городе Джелалабад. | 6                             | 27         |
| 10 декабря 2016 |                                                    | Пешавар, Пакистан      | ИГ взяло на себя ответственность за убийство офицера контртеррористической полиции и ранение его сына в городе Пешавар на северо-западе Пакистана. | 1                             | 1          |
| 7 февраля 2017  |                                                    | Кабул, Афганистан      | Взрыв смертника в Верховном суде Афганистана в Кабуле. ИГ взяло на себя ответственность. | 22                            | 41         |
| 8 февраля 2017  |                                                    | Джаузджан, Афганистан  | ИГ убило шесть местных сотрудников Международного комитета Красного Креста в районе Куш-Тепа в Афганистане. Нападавшие также похитили двух рабочих. ИГ взяло на себя ответственность.                                                                                        | 6                             | 2 похищено |
| 16 февраля 2017 | Атака смертника в Шехван Шарифе                    | Шехван Шариф, Пакистан | Взрыв смертника возле мечети на юге Пакистана. | 88                            | 250        |
| 8 марта 2017    | Взрывы в Кабуле                                    | Кабул, Афганистан      | Группа боевиков, одетых в белые больничные халаты, напала на больницу Сардар Дауд Хан. ИГ взяло ответственность. | 49                            | 63         |
| 12 апреля 2017  |                                                    | Кабул, Афганистан      | Террорист-смертник совершил нападение возле правительственных учреждений в Кабуле. ИГ взяло на себя ответственность за нападение. | 5 (+1)                        | 10         |
| 3 мая 2017      |                                                    | Кабул, Афганистан      | Автомобиль-смертник взорвался рядом с колонной автомобилей НАТО возле посольства США в Кабуле. | 8 (+1)                        | 28         |
| 17 мая 2017     |                                                    | Джелалабад, Афганистан | Четыре мирных жителя и двое полицейских были убиты во время штурма телерадиокомпании в Джелалабаде боевиками ИГ. Двое боевиков подорвали себя, двое других взяли заложников. Позже они были убиты полицией.                                                                  | 6 (+4)                        | 17         |
| 31 мая 2017     |                                                    | Кабул, Афганистан      | Боевики ИГ подорвали заминированный автомобиль в дипломатическом квартале Кабула. | 80+                           | 350+       |
| 1 июня 2017     |                                                    | Джелалабад, Афганистан | Заминированный автомобиль взорвался возле аэропорта в Джелалабаде. | 1                             | 5          |
| 30 июня 2017    |                                                    | Нангархар, Афганистан  | Семь мирных жителей были убиты и пятеро ранены в результате взрыва бомбы, заложенной боевиками ИГ, в районе Ачин провинции Нангархар. | 7                             | 5          |
| 31 июля 2017    |                                                    | Кабул, Афганистан      | Боевики ИГ совершили нападение на посольство Ирака в столице Афганистана Кабуле. Один террорист взорвал себя, ещё трое проникли в посольство. В результате нападения два охранника были убиты и трое ранены.                                                                 | 2 (+4)                        | 3          |
| 1 августа 2017  |                                                    | Герат, Афганистан      | Два террориста-смертника атаковали шиитскую мечеть в Герате. Один из смертников выстрелил в верующих из винтовки, прежде чем подорвать себя. | 33 (+2)                       | 66         |
| 12 мая 2020     | Нападения на роддом в Кабуле                       | Кабул, Афганистан      | Боевики ворвались в роддом и открыли беспорядочную стрельбу, среди погибших — новорождённые, матери и сотрудники больницы. | 24                            | 16         |
| 26 августа 2021 | Теракт в аэропорту Кабула                          | Кабул, Афганистан      | Взрыв у северного входа в аэропорт устроил террорист-смертник. После прогремел второй взрыв — был подорван автомобиль возле отеля Барон. | 183 (из них, 13 — американцы) | более 150  |
| 5 сентября 2022 | Взрыв у российского посольства в Кабуле            | Кабул, Афганистан      | Террорист-смертник с бомбой приблизился к воротам российского посольства, охранники дипмиссии застрелили смертника, однако в этот момент сдетонировала бомба. | 10+                           | 15+        |
| 3 января 2024   | Теракт в Кермане                                   | Керман, Иран           | Серия из двух взрывов в Кермане на городском кладбище во время церемонии по случаю годовщины убийства Касема Сулеймани. | 94                            | 284        |
| 28 января 2024  | Атака на церковь Святой Марии                      | Стамбул, Турция        | Два боевика в масках открыли огонь во время богослужения. Суд арестовал главных подозреваемых — россиянина и гражданина Таджикистана. | 2                             |            |
| 22 марта 2024   | Теракт в «Крокус Сити Холле»                       | Красногорск, Россия    | Террористы проникли на территорию делового центра и открыли огонь по посетителям. Спустя 2 часа после нападения им удалось скрыться. Позже боевики были задержаны. | 145                           | 551        |
| 11 декабря 2024 | Атака на штаб-квартиру                             | Кабул, Афганистан      | Террорист-смертник взорвал себя в штаб-квартире Министерства по делам беженцев Халил-Ур-Рахман Хакани. Бомба смертника находилась в гипсе. | 4                             | 6          |
| 13 января 2025  | Взрыв на Торговой улице                            | Уганда, Кампала        | Взрыв самодельного-взрывного-устройства который взорвался под ногами людей на ярмарке. | 3                             | 7          |

## Анализ
Согласно отчёту ООН, до 70 боевиков ИГ прибыли из Ирака и Сирии, чтобы сформировать ядро группировки в Афганистане. Наряду с иностранными боевиками из Пакистана и Узбекистана, бо́льшая часть членского состава группы возникла за счёт вербовки перебежчиков из Талибана. Генерал США Шон Суинделл сообщил Би-би-си, что боевики Вилаята Хорасан поддерживают контакты с центральным руководством ИГ в Сирии, хотя точные отношения между ними неясны.
Несмотря на то, что группировке удалось закрепиться в Афганистане, она в значительной степени осуществляет атаки (меньшего масштаба) в Пакистане.

### Признание группировки как террористической организации
| Страна | Дата             | Ссылка       |
| ------ | ---------------- | ------------ |
| США    | 29 сентября 2015 | [ 8 ] [ 31 ] |
| Канада | 23 мая 2018      | [ 32 ]       |
| Индия  | 21 июня 2018     | [ 33 ]       |
| Ирак   | 16 мая 2019      | [ 34 ]       |